# Филипо Мељи
Филипо Мељи (итал. Filippo Megli; Фиренца, 10. мај 1997) италијански је пливач чија ужа специјалност су трке слободним стилом на 200 метара.

## Спортска каријера
Мељи је дебитовао на међународној пливачкој сцени 2015, а прво велико такмичење на коме је учествовао су биле Европске игре у Бакуу, где је остварио пласмане на два пета места у финалима трка на 200 слободно и 4×200 слободно. Нешто аксније исте године наступио је и на Светском јуниорском првенству у Сингапуру.
Прво велико сениорско такмичење на коме је учествовао је било Европско првенство у Лондону 2016, а већ наредне године дебитовао је и на Светском првенству које се одржало у Будимпешти.
Прву медаљу у сениорској каријери, сребро на 200 слободно, освојио је на Медитеранским играма у Тарагони 2018. године. Месец дана касније освојио је бронзану медаљу на Европском првенству у Глазгову, у трци штафета на 4×200 слободно, а годину је завршио учешћем на Светском првенству у малим базенима у Хангџоуу (6. место на 4×200 слободно).
На светском првенству у корејском Квангџуу 2019. се такмичио у две дисциплине, и у обе је успео да се пласира у финалне трке. Најближи медаљи је био у трци штафета на 4×200 слободно у којој је италијански тим заузео четврто место заоставши свега 0,03 секунде за трећепласираном штафетом Сједињених Држава. Њихиви време од 7:02,01 минута је уједно био и нови национални рекорд Италије. Трку на 200 слободно завршио је на петом месту у финалу са заостатком од свега 0,04 секунде иза трећепласираног двојца Маљутин—Скот. И у тој трци је успео да исплива нови национални рекорд (1:45,67 минута).